# Počeplice
Počeplice jsou vesnice patřící pod město Štětí. Jsou od něj vzdáleny 3 km jižně podél řeky Labe. Vsí prochází silnice II. třídy II/261.

## Historie
První zmínka pochází z roku 1357. Ve středověku byla tato ves majetkově rozdělena mezi tři panství: Mělník, Radouň, Kostelec u Tupadel. Od roku 1711 ji připojili Pachtové z Rájova ke svému panství Liběchov. Liběchovská vrchnost vybudovala v Počeplicích velký sklad soli - solnici. Do solnice museli sedláci dovážet sůl z Prahy v rámci robotní povinnosti. Barokní budova solnice je dodnes nejvýznačnější stavbou ve vsi. Vedle bývalé solnice je klenutá barokní brána, restaurovaná roku 2000. Na návsi je pseudogotická kaple svatého Jana Křtitele ze druhé poloviny 19. století. Do roku 1970 byl zde labský přívoz do sousedních Horních Počápel.
V 70. a 80. letech měla armáda v místech bývalého přívozu cvičný tankový brod. Tanky zde přejížděly Labe pod vodou. Vlevo od přívozu ke hrázi směrem k Pelunci ženisté schazovali na vodu pontony, několik týdnů trénovali stavbu pontonového mostu a vyvrcholením přípravy byly přejezdy několika vojenských kolon.
Na katastrálním území Počeplic v lokalitě Pelunec vyrostla v posledních dvaceti letech 20. století velká chatová osada.
V roce 2002 byla ves postižena povodněmi více než poloviny.

## Obyvatelstvo
|                                                                | 1869 | 1880 | 1890 | 1900 | 1910 | 1921 | 1930 | 1950 | 1961 | 1970 | 1980 | 1991 | 2001 | 2011 |
| -------------------------------------------------------------- | ---- | ---- | ---- | ---- | ---- | ---- | ---- | ---- | ---- | ---- | ---- | ---- | ---- | ---- |
| Obyvatelé                                                      | 324  | 347  | 357  | 339  | 297  | 322  | 303  | 263  | 233  | 240  | 229  | 166  | 145  | 170  |
| Domy                                                           | 71   | 75   | 76   | 77   | 78   | 79   | 78   | 70   | .    | 65   | 60   | 67   | 66   | 69   |
| Počet domů z roku 1961 je zahrnut v domech místní části Štětí. |      |      |      |      |      |      |      |      |      |      |      |      |      |      |

## Pamětihodnosti
Ve vsi se nacházejí budovy (srubové, zděné i hrázděné, s dřevěnými štíty a s pavlačemi) z počátku 19. století. Památkově chráněné jsou:
- kaple Narození sv. Jana Křtitele
- domy čp. 1 a 8,
- usedlosti čp. 2, 3 a 4,
- komplex solnice s branou.